# KISS Radio
KISS Radio是以台灣高雄市為基地的地區電台，定頻為99.9兆赫，台呼分為「就是KISS最音樂」、「擋不住的魅力」兩種。「KISS」為英文「Kaohsiung Interactive Super Station」縮寫，為高雄首家合法之民營調頻電台。

## 介紹
KISS Radio 主要以音樂為重心，多次在台灣各地協辦歌手簽唱會，上午七點至晚間七點每半小時會播出半點新聞或娛樂新聞，主持人也會在廣播中提供當地的活動及演唱會資訊，上下班時間主持人會提供路況及交通安全互動遊戲。
目前KISS Radio的台呼由多位歌手演唱，也有一些台呼由現有歌曲改編，如團體八三夭的「東區東區」一曲即改編為台呼，並由八三夭親自演唱。
早期KISS Radio於高雄市部分7-ELEVEN便利商店門市內播放（2011年起停止）

## 歷史
- 1995年2月14日開播，是高雄市第一家合法的民營調頻電台。
- 1996年，大眾廣播公司曾一度想和台北「人人廣播電台」進行策略聯盟，讓人人廣播電台聯播KISS Radio部份節目，最後兩家電台未合作[1]。（人人廣播電台已於2002年9月成為好事聯播網台北分台）。
- 1997年起，大眾廣播公司陸續與台南知音、大苗栗廣播、南投廣播進行策略聯盟聯播大眾廣播公司部份節目，四家電台合稱「KISS Radio 聯播網」。
- 2000年，KISS Radio跨足數位廣播（DAB），並致力發展網路電台。同年與台北淡水河廣播電台（FM89.7）簽約聯播。
- 2001年，KISS Radio與淡水河電台解約，淡水河電台轉型為閩南語電台。
- 2006年，KISS Radio與公共電視文化事業基金會合作，播出《公視晚間新聞》的聲音部分。(之後和中天電視合作，由中天新聞台主播播報當天的新聞（合作至2016年12月底）)
- 2006年，「網路音樂台」開播。
- 2006年，與新加坡電台動力883（現改名為88.3Jia）進行節目交流，聯合製播《KISS發燒榜－華語榜》節目於新加坡播出。
- 2007年，「KISS美少女啦啦隊全國選拔賽」，入圍廣播金鐘獎「電台行銷創新獎」。
- 2008年，KK和JOHNNIE以「KISS K歌榜」，獲得廣播金鐘獎「流行音樂主持人獎」。
- 2008年，高雄夢時代OPEN STUDIO正式啓用。
- 2008年，舉行「暑期青少年嘉年華-青春專案」活動，經行政院內政部評鑑獲選為全國唯一廣播績優團體。
- 2009年，KK和JOHNNIE以「流行磁場」入圍廣播金鐘獎「流行音樂主持人獎」。「流行磁場」入圍「流行音樂節目獎」。
- 2010年12月1日起，結束與「大苗栗廣播」及「臺南知音廣播」節目聯播關係，改聯播GoldFM聯播網(今城市廣播網)。
- 2017年11月20日，平日09:30、12:30、18:30的《焦點新聞》改播《新聞三分鐘》，新增06:30《新聞三分鐘》（2019年起平日12:30改播《台視焦點新聞》）。
- 2019年，「KISS旅行臺灣的一百種視角」獲得廣播金鐘獎「單元節目獎」。
- 2019年11月1日起，結束與「南投廣播」節目聯播關係，南投廣播改與城市廣播網合作。當天起已無其他電台聯播大眾廣播的節目。

## 收聽頻率
KISS Radio屬於中功率電台，部分地區會因地形因素無法收聽，收聽範圍集中在發射中心附近。若距離稍遠會出現雜訊及干擾，有些地區雖位於收聽範圍內卻完全無法收聽。
| 地區 | 電台名稱 | 收聽頻率                 | 收聽地區                                   |
| ---- | -------- | ------------------------ | ------------------------------------------ |
| 南部 | 大眾廣播 | FM 99.9 Mhz ／3Kw (兆赫) | 高雄市、屏東縣及台南市(曾文溪以南空曠地區) |

- 網路音樂台：KISS Radio 網路音樂臺
- 線上收聽：大眾廣播
  - 原大苗栗廣播、台南之音與南投廣播為KISS Radio聯播網，後退出聯播改與城市廣播網聯播（南投廣播僅聯播總台的整點新聞，不聯播節目）

## 新聞時段
- KISS Radio焦點新聞：平日14:30、15:30、16:30
- 新聞三分鐘
  - 星期一至六 06:30
  - 平日 09:30、12:30、18:30
- 台視焦點新聞：平日 12:30
- 公視焦點新聞：平日 17:30
- 民眾日報新聞：平日 19:30

## 間隙節目
- 路況報道（平日 07:50、17:15、17:50）

## 特色單元
- 發燒時間
- 親子2.0
- 交通安全GO GO GO
- 生活便利貼
- 生活理財家
- 法律知多少
- KISS聽歌·輕鬆學英文
- 百萬財經學堂
- 高雄大小事
- 數字說話
- KISS 一把照
- KISS 黑膠年代
- 星星一族（當天運勢：週一至週日00:40、03:40、06:40、10:10、14:40

隔天運勢：週一至週日17:40、週一至週五20:10、週六、日22:10）
- 西洋經典歌手A to Z
- 電影留聲機
- 追劇小時光
- K歌教室
- 華語發燒排行榜（每週五21:00播出）
- 西洋發燒排行榜（每週四21:00播出）
- KISS K歌榜（每週二21:00播出）
- 英國金榜 單曲排行榜Top 10（每週一21:00播出）
- Billboard百大單曲排行榜Top 10（每週三21:00播出）

## DJ
| DJ   | DJ   | DJ     |
| ---- | ---- | ------ |
| 翊豪 | 星亞 | 凡妮莎 |
| 曲曲 | KK   | Mars   |
| 強尼 | 小娟 | 星魚   |
| 小唐 |      |        |

## 參閱
- 臺灣廣播電台列表

## 外部連結
- 官方网站
- KISS Radio的Twitch频道
- YouTube上的KISS Radio頻道
- KISS Radio的Facebook專頁